# Cybercondria
Cybercondria è un neologismo, derivato dall'unione delle parole cyber ed ipocondria, che si riferisce alle infondate preoccupazioni di un paziente, derivanti da ricerche su internet, verso sintomatologie comuni.
La cybercondria è una preoccupazione crescente tra gli operatori sanitari, in quanto i pazienti possono ora ricercare qualsiasi malattia e tutti i sintomi ad essa associabili consultando la rete internet. Questo può portare il paziente a manifestare uno stato di ansia medica e ad ostacolare la diagnosi del medico esagerando, riducendo o eliminando un insieme di sintomi a sostegno della propria auto-diagnosi.